# Rasmus Lerdorf
Rasmus Lerdorf (Qeqertarsuaq, 22 novembre 1968) è un programmatore danese, ideatore e principale sviluppatore del linguaggio PHP. Ha realizzato le prime due versioni.

## Biografia
Nato in Groenlandia nel 1968, Ledorf si trasferisce con la famiglia in Canada nel 1980 e successivamente a King City (Ontario), in Ontario, nel 1983. Si diploma nel 1988 alla King City Secondary School e, nel 1993, consegue la laurea in Scienze applicate in Systems Design Engineering all'università di Waterloo. Contribuisce ad Apache HTTP Server e aggiunge la clausola LIMIT al DBMS MSQL. La clausola LIMIT viene successivamente adottata da diversi altri DBMS.
Dopo alcune esperienze presso diverse compagnie (tra le quali IBM), Lerdorf viene assunto da Yahoo! Inc., dove lavora dal settembre 2002 al 6 novembre 2009 in qualità di Infrastructure Architecture Engineer. Nel 2010 viene assunto da WePay per lo sviluppo delle loro API. Durante il 2011 lavora come consulente per lo startup di diverse aziende. Il 22 febbraio 2012 annuncia, attraverso il suo account twitter, l'inizio della sua collaborazione con Etsy. Nel luglio 2013, Jelastic assume Lerdorf in qualità di consulente per lo sviluppo di nuove tecnologie.
Spesso ha partecipato a conferenze sull'Open Source come relatore. Durante la sua presentazione all'OSCMS del 2007, ha esposto alcune falle di sicurezza per ognuno dei progetti presentati durante la conferenza di quell'anno.

## Riconoscimenti
Nel 2003, viene nominato dal MIT Technology Review TR100 fra i primi 100 innovatori al di sotto dei 35 anni.

## La mail che annunciava PHP nel 1995
Il testo originale della mail che Lerdorf scrisse, l'8 giugno 1995, presentando la prima versione di PHP
```
Subject: Announce: Personal 
Home Page
 Tools (PHP Tools)
Date: 1995/06/08
newsgroups: comp.infosystems.www.authoring.cgi
Announcing the Personal Home Page Tools (PHP Tools) version 1.0.
These tools are a set of small tight cgi binaries written in C.
They perform a number of functions including:
. Logging accesses to your pages in your own private log files
. Real-time viewing of log information
. Providing a nice interface to this log information
. Displaying last access information right on your pages
. Full daily and total access counters
. Banning access to users based on their domain
. Password protecting pages based on users' domains
. Tracking accesses ** based on users' e-mail addresses **
. Tracking referring URL's - HTTP_REFERER support
. Performing server-side includes without needing server support for it
. Ability to not log accesses from certain domains (ie. your own)
. Easily create and display forms
. Ability to use form information in following documents

Here is what you don't need to use these tools:
. You do not need root access - install in your ~/public_html dir
. You do not need server-side includes enabled in your server
. You do not need access to Perl or Tcl or any other script interpreter
. You do not need access to the httpd log files
The only requirement for these tools to work is that you have the ability to execute your own cgi programs. Ask your system administrator if you are not sure what this means.
The tools also allow you to implement a guestbook or any other form that needs to write information and display it to users later in about 2 minutes.
The tools are in the public domain distributed under the GNU Public License. Yes, that means they are free!
```